# Agriopodes
Agriopodes es un  género de lepidópteros de la familia Noctuidae. Es originario de Norteamérica.

## Especies
- Agriopodes corticosa Guenée 1852
- Agriopodes fallax Herrich-Schäffer 1853
- Agriopodes geminata Smith 1903
- Agriopodes inscripta Walker 1857
- Agriopodes jucundella Dyar 1922
- Agriopodes teratophora Herrich-Schäffer 1853
- Agriopodes tybo Barnes 1904
- Agriopodes viridata Harvey 1876